# 川口市立幸町小学校
川口市立幸町小学校（かわぐちしりつ さいわいちょうしょうがっこう）は、埼玉県川口市幸町にある公立小学校。

## 沿革
- 1933年4月6日 - 川口第一尋常高等小学校（現：川口市立本町小学校）の分教場が川口市立第二尋常小学校として独立開校[1]
- 1954年4月1日 - 川口市立並木小学校を分離
- 2017年 - 建て替え事業が完成。栄町公民館と合築された。

## 教育目標
- 思いやりのある子
- 考える子
- けんこうな子[2]

## 通学区域
- 幸町1丁目 - 一部
- 幸町2丁目 - 全域
- 幸町3丁目 - 一部
- 栄町3丁目 - 全域
- 中青木2丁目 - 一部
- 並木元町 - 一部[3]